# Гірські ліси Чіапасу
Гірські ліси Чіапасу (ідентифікатор WWF: NT0113) — неотропічний екорегіон тропічних та субтропічних вологих широколистяних лісів, розташований на півдні Мексики.

## Географія
Екорегіон гірських лісів Чіапасу охоплює пояс вологих гірських тропічних лісів, що простягаються уздовж північних та північно-східних схилів Чіапаського нагір'я через територію мексиканського штату Чіапас, досягаючи крайнього північного заходу гватемальського департаменту Уеуетенанго. Рельєф регіону представлений стрімкими гірськими схилами, а його висота становить 1200-2200 м над рівнем моря. На нижчих висотах гірські ліси Чіапасу переходять у вологі ліси Петену та Веракрусу, а на більших висотах — у центральноамериканські сосново-дубові ліси.

## Клімат
В горах екорегіону переважає високогірний субтропічний клімат (Cwb або Cfb за класифікацією кліматів Кеппена) або вологий субтропічний клімат (Cwa або Cfa за класифікацією Кеппена). Рівень вологості тут є відносно високим, а гірські схили регіону часто оповиті туманами. Середньорічна кількість опадів коливається від 4000 до 5000 мм і є однією з найвищих у Мексиці.

## Флора
Рослинний покрив екорегіону представлений вологими гірськими тропічними лісами та хмарними лісами. Їх основу складають вічнозелені широколистяні дерева, передусім американські амброві дерева (Liquidambar styraciflua), а також мексиканські махагуа (Trichospermum mexicanum), чорні тупело (Nyssa sylvatica), загостренолисті вільхи (Alnus acuminata) та різні види клетр (Clethra spp.) і дубів (Quercus spp.), які виростають до 40 м заввишки. Завдяки високому рівню вологості в лісах екорегіону зустрічається багато різноманітних епіфітів, лишайників, мохів та грибів, які ростуть як на ґрунті, так і на деревах. Проте трав'янистих рослин у дощових лісах Чіапасу зустрічається мало.

## Фауна
Серед великих ссавців, поширених в екорегіоні, слід відзначити білохвостого оленя (Odocoileus virginianus), центральноамериканську мазаму (Mazama temama), ошийникового пекарі (Dicotyles tajacu), центральноамериканського тапіра (Tapirus bairdii) та центральноамериканську коату (Ateles geoffroyi), а також найбільших хижаків Месоамерики — ягуарів (Panthera onca) та пум (Puma concolor). Серед інших поширених в регіоні ссавців слід відзначити оцелота (Leopardus pardalis), койота (Canis latrans), какоміцлі (Bassariscus sumichrasti), кінкажу (Potos flavus), білоносу носуху (Nasua narica), звичайного ракуна (Procyon lotor), мексиканську рудочереву вивірку (Sciurus aureogaster), південного опосума (Didelphis marsupialis), північного тамандуа (Tamandua mexicana) та ямайського плодоїда (Artibeus jamaicensis). Ендеміками екорегіону є мідиці Склейтера (Sorex sclateri), а майже ендемічними його представниками — чіапаські оленячі миші (Peromyscus zarhynchus).
Орнітофауна екорегіону включає великого кракса (Crax rubra), мексиканського голубка (Zentrygon albifacies), пурпуровогрудого талпакоті (Paraclaravis mondetoura), зеленого колібрі (Colibri thalassinus), багряногорлого колібрі (Lamprolaima rhami), мексиканського колібрі-жарокрила (Eupherusa eximia), фіолетового колібрі-шаблекрила (Campylopterus hemileucurus), аметистовогорлого колібрі-самоцвіта (Lampornis amethystinus), мексиканського колібрі-сапфіра (Basilinna leucotis), блакитноголову агиртрію (Saucerottia cyanocephala), чорного орла-самітника (Buteogallus solitarius), рудого сичика-горобця (Glaucidium brasilianum), гірського трогона (Trogon mexicanus), довгохвостого квезаля (Pharomachrus mocinno), оливковоголового тукана (Aulacorhynchus prasinus), плямистоволого аракарі (Pteroglossus torquatus), панамського катіту (Bolborhynchus lineola), гватемальську мурашницю (Grallaria guatimalensis), плямистолобого дереволаза (Lepidocolaptes affinis), середнього дереволаза-міцнодзьоба (Xiphocolaptes promeropirhynchus), золотистого піві-малюка (Empidonax flavescens), рудого монудо (Mitrephanes phaeocercus), андійського віреона (Vireo leucophrys), однобарвну сойку (Aphelocoma unicolor), чорноголову сизойку (Cyanocitta stelleri), чорнощокого гагера (Cyanolyca cucullata), сіроволого тріщука (Henicorhina leucophrys), сальвадорського дрозда (Turdus infuscatus), чорноголового дрозда-короткодзьоба (Catharus mexicanus), сірого солітаріо (Myadestes unicolor), сірого чубака (Ptiliogonys cinereus), великого заросляка (Atlapetes albinucha), мінливобарвного зеленника (Chlorospingus flavopectus), мексиканського пісняра (Oreothlypis superciliosa), золотобрового коронника (Basileuterus belli), рудоголового коронника (Basileuterus rufifrons), чорногорлу чернітку (Myioborus miniatus) та білокрилу пірангу (Piranga leucoptera).
Майже ендемічними представниками екорегіону, які також зустрічаються в сосново-дубових лісах Чіапаського нагір'я, є мексиканські пенелопи (Penelopina nigra), малахітові колібрі (Abeillia abeillei), зеленогорлі колібрі-самоцвіти (Lampornis viridipallens), гватемальські колібрі-ельфи (Selasphorus ellioti), чіяпські сови (Strix fulvescens), чіапські сплюшки (Megascops barbarus), білоброві сичі (Aegolius ridgwayi), гватемальські деколи (Colaptes mexicanoides), північні тирани-малюки (Zimmerius vilissimus), рудошиї дрозди (Turdus rufitorques), строкатогруді дрозди-короткодзьоби (Catharus dryas), чорногорлі гагери (Cyanolyca pumilo), рудоброві волоочки (Troglodytes rufociliatus), рудощокі чіапи (Melozone biarcuata) та гватемальські чижі (Spinus atriceps).

## Збереження
Оцінка 2017 року показала, що 273 км², або 5 % екорегіону, є заповідними територіями. Природоохоронні території включають: Біосферний заповідник Монтес-Асулес, Біосферний заповідник Наха-Мецабок та Національний парк Лагунас-де-Монтебелло.